# Atraque

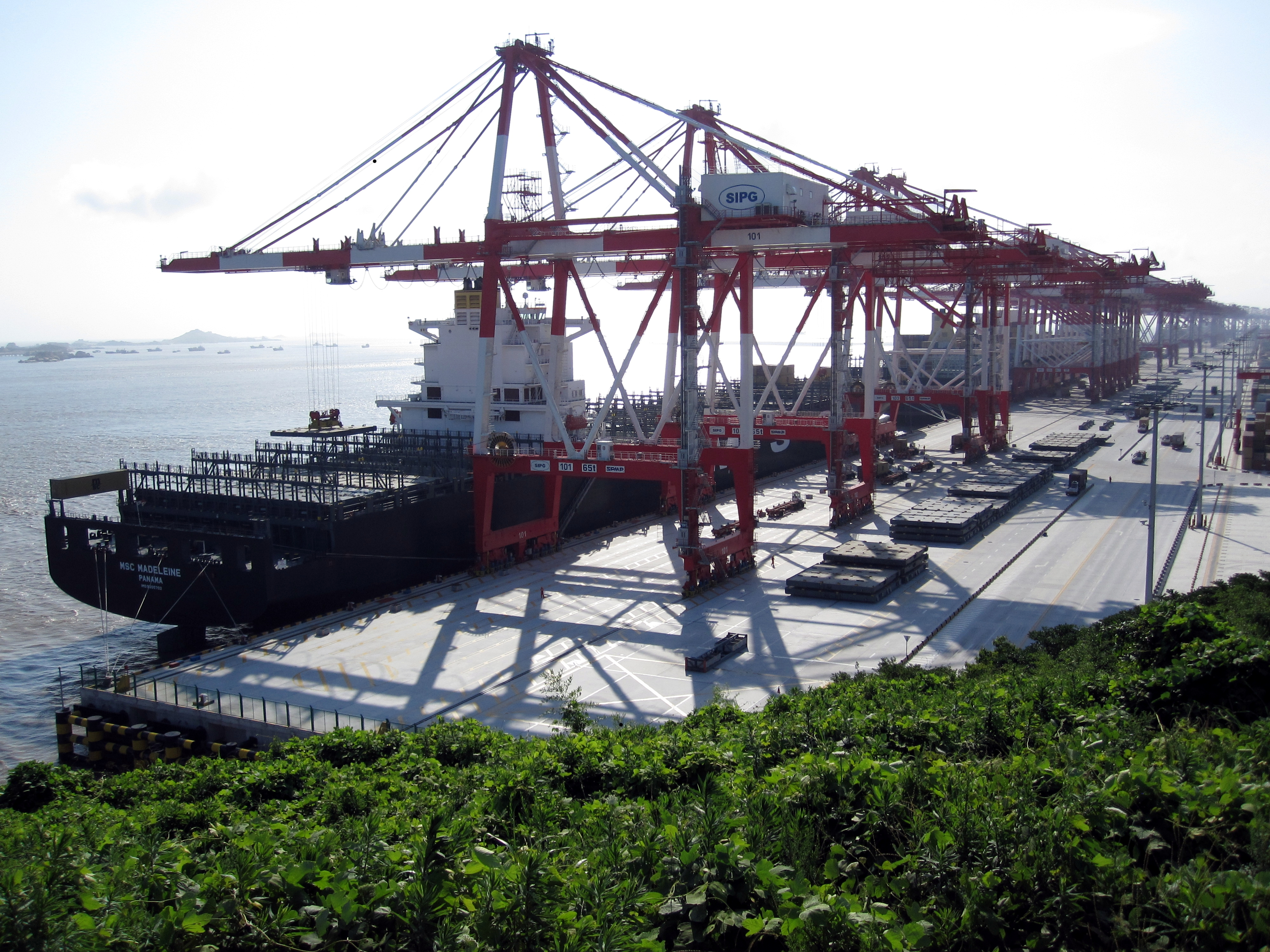
Un buque de contenedores completamente atracado y listo para realizar operaciones de carga y descarga

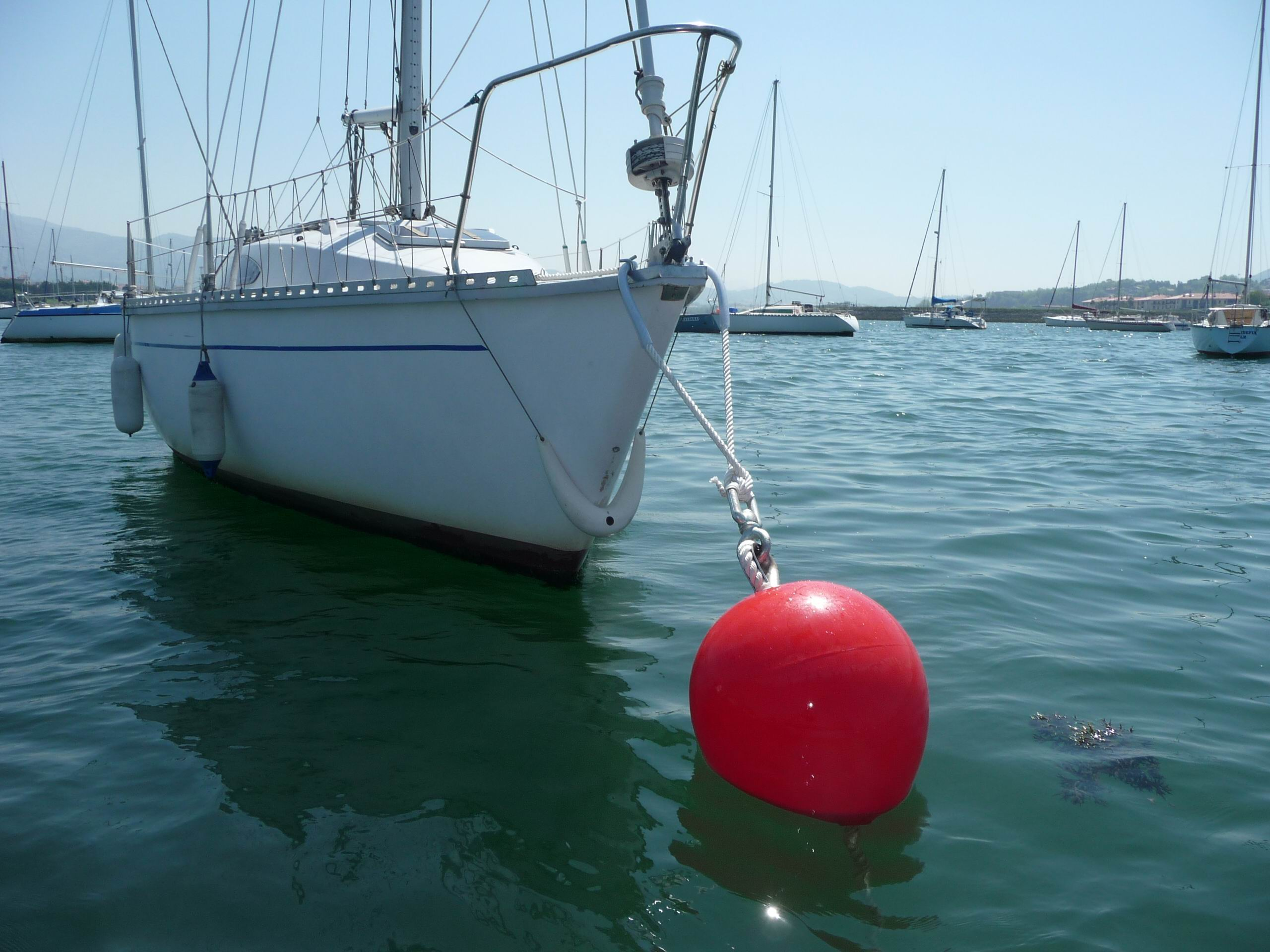
Buque fondeado a boya, no atracado.

Un atraque o amarre es el lugar designado para atracar o amarrar una embarcación, es decir, inmovilizarla haciendo uso de los cabos, estacionando así la nave. Una embarcación puede atracar de costado (ya sea a babor o a estribor), o de punta (ya sea a proa o a popa).
No se debe confundir atracar con fondear una nave, ya que una nave fondeada hace uso del ancla del buque, u otro sistema de anclaje al fondo marino como boyas o líneas de amarre, sin estar conectado a tierra firme.

## Partes involucradas
Para los buques de considerado tonelaje (peso), y según la regulación de cada puerto, pueden intervenir diferentes figuras para las operaciones de atraque:
- Capitanía marítima: Es el organismo, normalmente gubernamental, responsable del registro, control y tráfico naval de un puerto en concreto y sus alrededores. Es Capitanía marítima quien autoriza a un buque a entrar y/o salir del puerto.

- Práctico: Son los responsables de tomar el control y pilotar la nave cuando esta ya se encuentra en las cercanías de la bocana del puerto, y conducirlo hasta su atraque designado, y viceversa en caso de salida del buque. El práctico, no abandona la nave hasta que el buque no está completamente atracado o se ha alejado cierta distancia de la bocana en caso de salida.

- Remolcadores: Son embarcaciones de pequeño tamaño pero gran potencia y maniobrabilidad, con la función de escoltar y ayudar a desplazar un buque dentro de un puerto, con el objetivo de que el buque llegue a su atraque designado sin peligro. En caso de buques de gran tonelaje pueden ser necesarios varios remolcadores.

- Amarradores: Son los responsables de recoger los cabos y llevarlos hasta tierra para atarlos a un noray.